# إدي هيل
إدي هيل (بالإنجليزية: Eddie Hill) هو سائق سباق أمريكي، ولد في 6 مارس 1936.